# Sigmund Løvåsen
Sigmund Løvåsen (* 16. August 1977 in Trysil, Norwegen) ist ein norwegischer Schriftsteller.

## Leben
Sigmund Løvåsen studierte Literatur an der Hochschule in Bø und der Universität Oslo sowie Literaturgestaltung an der Universität Göteborg. Mit dem Roman Nyryddinga debütierte er 2003 als Schriftsteller. Die Geschichte des 10-jährigen Geir, der mit seinen Eltern als Schafzüchter auf einem Bauernhof lebt und von einer besseren Welt träumt, wurde ein großer Kritikererfolg. So wurde Løvåsen sowohl mit dem Tarjei-Vesaas-Debütantenpreis als auch dem Romanpreis der P2-Zuhörer ausgezeichnet. 2006 folgte mit seinem zweiten Roman Brakk die Fortsetzung und 2009 mit Mamsell Iversen ein dritter Roman. Alle drei Bücher wurden in der Übersetzung von Frank Zuber auch in deutscher Sprache veröffentlicht.

## Werke
Romane
- Nyryddinga (2003; deutsch: Neubruch, Wallimann, Alpnach 2006, ISBN 978-3-908713-66-1)
- Brakk (2006; deutsch: Brach, Wallimann, Alpnach 2007, ISBN 978-3-908713-73-9)
- Mamsell Iversen (2009; deutsch: Mamsell Iversen, Wallimann, Alpnach 2011, ISBN 978-3-908713-94-4)

Theaterstücke
- Daga (2004)
- Vente på fugl (2008)
- Vid din sida (2011)